# Anomalepis flavapices
Anomalepis flavapices är en kräldjursart som beskrevs av den amerikanske herpetologen  James Arthur Peters 1957. Anomalepis flavapices är en orm som ingår i släktet Anomalepis, och familjen Anomalepididae. Inga underarter finns listade i Catalogue of Life.

## Utbredning
A. flavapices är en art som förekommer endemiskt i Ecuador.